# Sergentomyia
Sergentomyia is een muggengeslacht uit de familie van de motmuggen (Psychodidae).

## Soorten
- S. azizi (Adler, 1946)
- S. dentata (Sinton, 1933)
- S. fallax (Parrot, 1921)
- S. minuta (Rondani, 1843)